# Bunuri mobile din domeniul carte veche și manuscris clasate în patrimoniul cultural național al României aflate în județul Brăila
Acestă listă conține bunurile mobile din domeniul carte veche și manuscris clasate în Patrimoniul cultural național al României aflate la momentul clasării în județul Brăila.

## Tezaur
| Foto | Informații generale | Detalii tehnice                                                               | Descriere                                                    | Deținător              | Legături |
| ---- | --- | ----------------------------------------------------------------------------- | ------------------------------------------------------------ | ---------------------- | -------- |
|      | Biroul de plasare Autor: Istrati, Panait | Material: hârtie                                                              |                                                              | Muzeul Brăilei, Brăila | Cimec    |
|      | Moș Anghel Autor: Istrati, Panait | Datare: 30.06.1925 Material: hârtie                                           |                                                              | Muzeul Brăilei, Brăila | Cimec    |
|      | Regulamentul organic | Dimensiuni: Oglinda text: 20x13,7 cm Material: hârtie; hârtie filigran; piele |                                                              | Muzeul Brăilei, Brăila | Cimec    |
|      | Convenția încheiată la Paris la 19 august 1858 între Francia, Austria, Marea - Britanie, Prussia, Russia, Sardinia și Turcia, atingătoare de reorganizarea Principatelor-Unite a Moldaviei și a Valakiei Autor: Tipografia C.A. Rosetti | Datare: 1859 Dimensiuni: In 12 Material: hârtie                               |                                                              | Muzeul Brăilei, Brăila | Cimec    |
|      | Lexicon în limba germană și latină Autor: Hübner, Johann | Datare: 1762 Material: hârtie                                                 |                                                              | Muzeul Brăilei, Brăila | Cimec    |
|      | Pedagogia ironiei Autor: Băncilă, Vasile | Datare: 1921 Material: hârtie; dictando                                       |                                                              | Muzeul Brăilei, Brăila | Cimec    |
|      | Schopenhauer Autor: Băncilă, Vasile | Material: hârtie                                                              |                                                              | Muzeul Brăilei, Brăila | Cimec    |
|      | Legătură de carte Autor: Maxy, Hermann-Max | Datare: 1926 Material: piele                                                  | Volumul: Jean Cocteau „Poesie”.                              | Muzeul Brăilei, Brăila | Cimec    |
|      | Legătură de carte Autor: Maxy, Hermann-Max | Datare: 1926 Material: piele                                                  | Volumul: Gustave Coquiot „Cubistes, futuristes, passeistes”. | Muzeul Brăilei, Brăila | Cimec    |
|      | Legătură de carte Autor: Maxy, Hermann-Max | Datare: 1926 Material: pânză                                                  | Volumul: Ion Călugăru „Paradisul statistic”.                 | Muzeul Brăilei, Brăila | Cimec    |
|      | Legătură de carte Autor: Maxy, Hermann-Max | Datare: 1926 Material: piele                                                  | Volumul Maurice Raynal "Anthologie de la peinture en France" | Muzeul Brăilei, Brăila | Cimec    |